# 지채
지채는 지채과의 여러해살이풀이다.

## 특징
잎은 뿌리로부터 곹게 자라나오는데, 실 모양이며 길이는 10-30cm 정도이고 아랫부분은 잎집이 된다. 높이 10-50cm 정도로 곧게 뻗어나온 꽃줄기에는 많은 수의 꽃이 이삭꽃차례를 이루면서 달린다. 꽃은 양성화이며, 꽃덮이를 가지고 있지 않다. 수술은 모두 6개인데 위아래로 3개씩 달린다. 꽃밥은 자루가 없으며, 꽃밥 사이의 부속 돌기에 의해 싸여져 있다. 모두 6개의 심피가 있는데, 위아래로 3개씩이 달린다. 심피는 꽃이 필 때는 따로 떨어져 있으나, 꽃이 진 후에는 중심에서 서로 합쳐지게 된다. 주로 해안의 염분을 포함하고 있는 습지에서 자란다.